# Royal Naval Museum
Le Royal Naval Museum est le musée de l'histoire de la Royal Navy situé dans le Portsmouth Historic Dockyard de Portsmouth, en Angleterre. Il a reçu 1 081 909 visiteurs en 2017.

## Historique
Le Royal Naval Museum de Portsmouth (alors appelé Dockyard Museum) est fondé en 1911. La Grande-Bretagne se trouve alors dans un contexte difficile. Sa supériorité, incontestée durant tout le XIXe siècle est ébranlée : les contestations dans son empire, concurrences allemande, américaine et française dans les domaines économiques, industriels et maritimes poussent les britanniques à exposer leur puissance via les musées. Le Musée de la Royal Navy a alors vocation à rappeler la suprématie reconnue durant plus d'un siècle de la Royal Navy, flotte qui au XIXe siècle était présente sur toutes les mers du monde.
En 1985, en vertu de la loi de 1983 sur le patrimoine national, le musée a été retiré au ministère de la Défense pour devenir un organisme public non ministériel, financé par une subvention, et son nom a été modifié pour devenir le "Royal Naval Museum, Portsmouth".
En 2008, le National Museum of the Royal Navy (NMRN) a officiellement vu le jour dans le but exprès d'assurer une plus grande coordination du patrimoine naval au sens large et, dans la foulée, en 2010, le Royal Naval Museum est devenu une filiale à part entière du National Museum of the Royal Navy, et a changé de nom pour devenir le "National Museum of the Royal Navy, Portsmouth".

## Collections
Il abrite notamment un rassemblement important de navire musée d'origine :
- La Mary Rose : une caraque emblème des Tudors et faisait partie du programme naval du roi d'Angleterre Henri VIII lancée en 1511, coulée en 1545 et renflouée en 1982.
- Le HMS Victory : un navire de ligne de 1er rang britannique à trois-mâts voiles carrées de 1758 armé de 102 canons. Il est principalement connu comme le vaisseau de l'amiral de Nelson lors de la bataille de Trafalgar.
- Le HMS Warrior : navire à voile et vapeur, premier cuirassé à coque en fer de la Royal Navy lancé en 1860 et un des derniers témoins de la marine à voile.
- Le HMS M33 : Monitor de 1915 de 54 m (580 t) spécialisé dans les opérations d'attaque des côtes (Détroit des Dardanelles, 1915). C'est l'un des deux derniers navires de guerre britanniques subsistant de la Première Guerre mondiale.

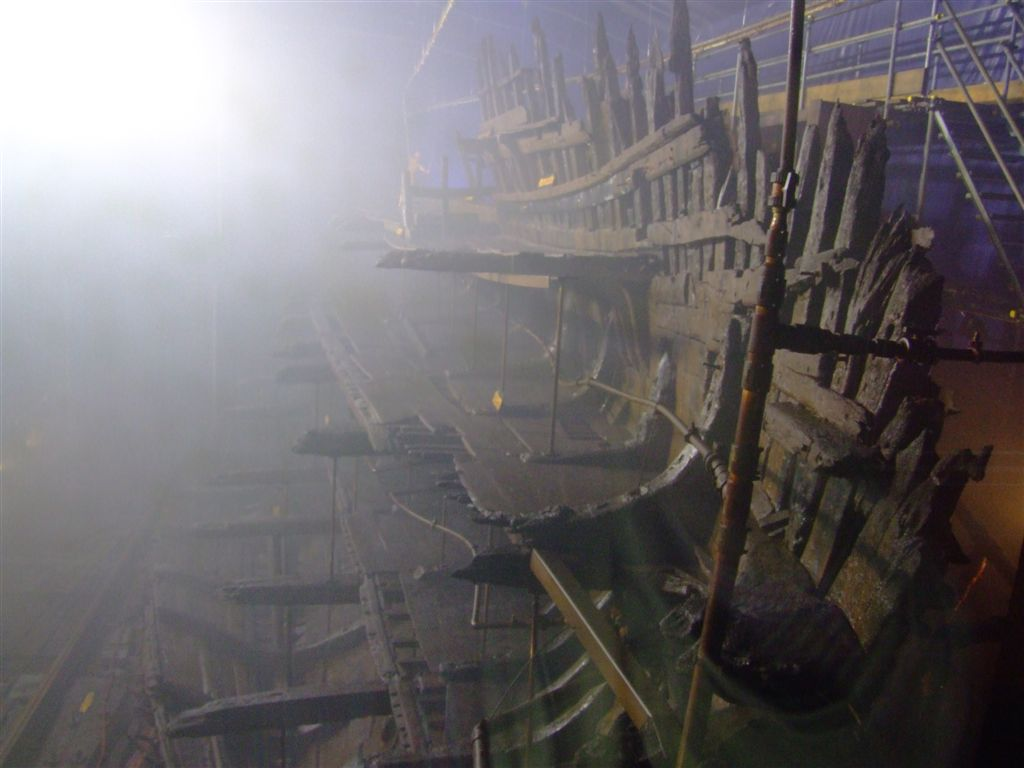
Le Mary Rose.
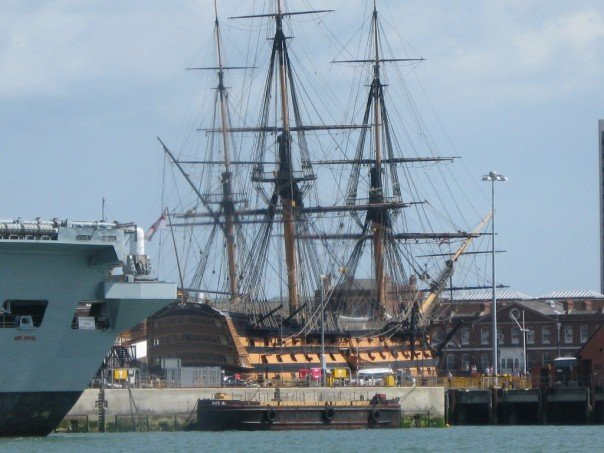
Le HMS Victory.
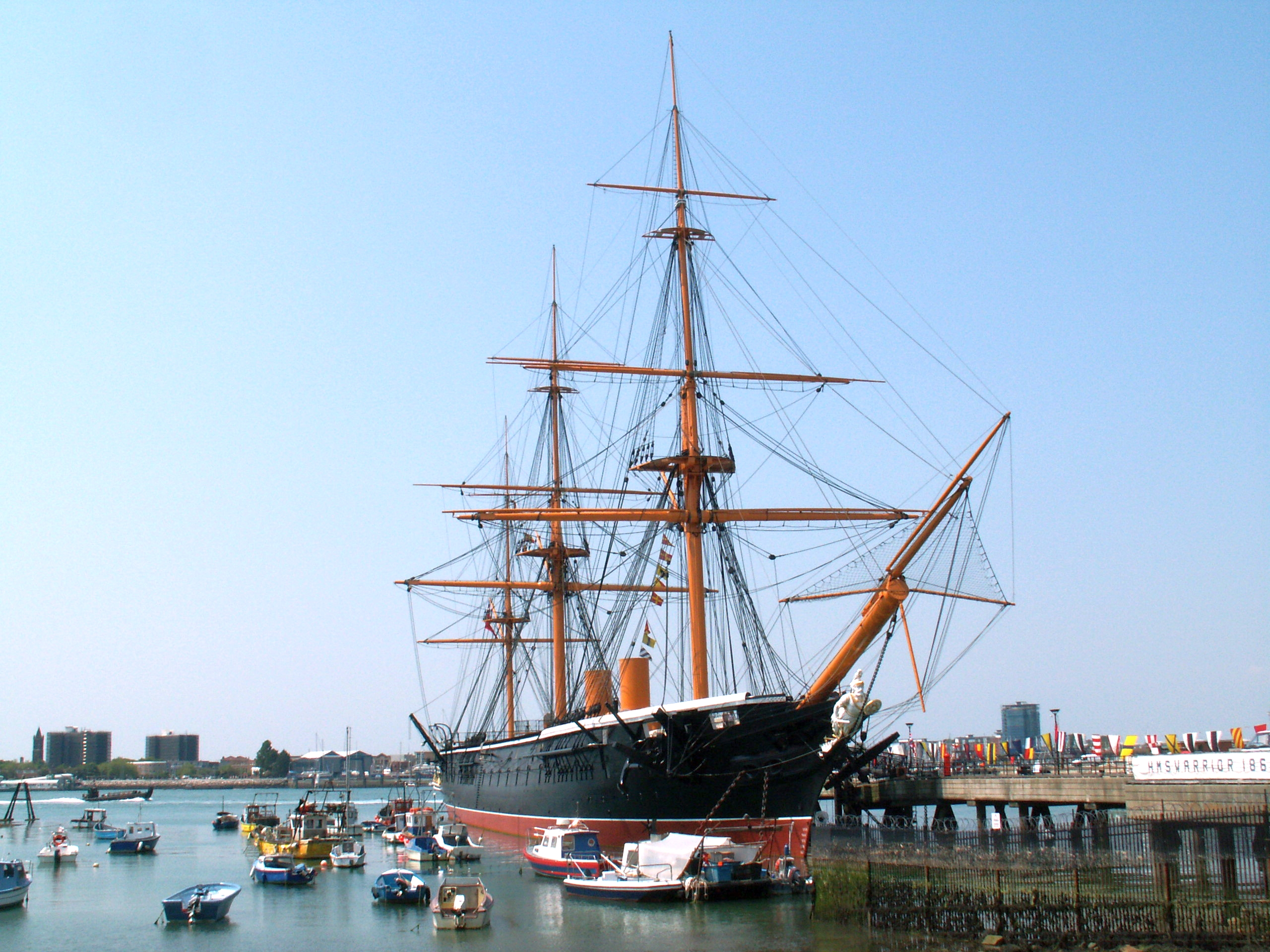
Le HMS Warrior.
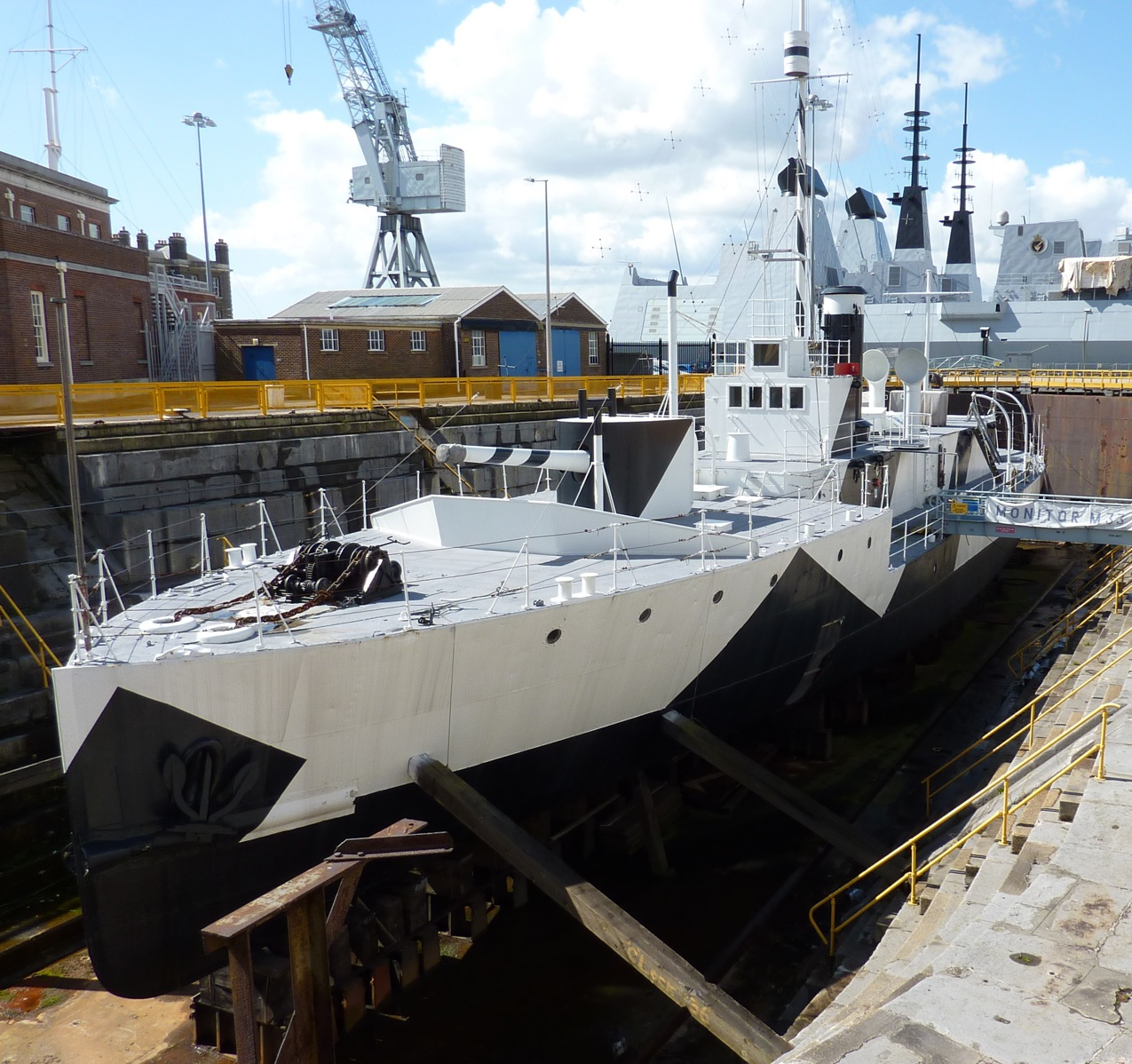
Le HMS M33.